# Саблезубый (фильм)
«Саблезубый» (англ. Sabretooth) - американский телефильм ужасов. Впервые был показан на кабельном телеканале Sci-Fi Channel 16 ноября 2002 года. В главной роли Дэвид Кит.

## Сюжет
Когда генетику Кэтрин Вайсли (Ванесса Эйнджел), при финансовой поддержке бизнесмена Энтони Бриклина (Джон Рис-Дэвис) удалось клонировать саблезубого тигра, она и не подозревала, к каким последствиям приведёт её открытие. Во время перевозки фургон, в котором везли тигра, опрокинулся. Страшный саблезубый хищник вырвался из клетки и отправился на охоту в направлении расположенных неподалёку гор, рядом с которыми, к большому для себя несчастью, разбили лагерь ничего не подозревающие туристы. Один за другим они становятся жертвами самого кровожадного прирождённого убийцы. И только опытнейший охотник Боб Тэтчер (Дэвид Кит) может остановить свирепого доисторического хищника…

## В ролях
- Дэвид Кит — Боб Тэтчер
- Ванесса Эйнджел — Катерина Вайсли
- Джон Рис-Дэвис — Энтони Бриклин
- Дженна Геринг — Кейси Бэлленджер
- Джош Холлоуэй — Трент Паркс
- Ламард Дж. Тейт — Леон Тинджел
- Николь Тубиола — Лола Родригес
- Филлип Глассер — Джейсон
- Стефани Томас — Кара Хармон
- Элли Мосс — Аманда
- Скотт Вандивер — Натан